# Куличівка
Куличівка — археологічна стоянка періоду пізнього палеоліту. Розташована в північно-західній частині м. Кременець (Тернопільської обл., Волинь) поміж Кременецьких гір (північна частина кременецької височини), на правому березі річки Іква, на схилі гори Куличівка.
Відкрита у 1937 році О. М. Цинкаловським. У 1968—1989 роках розкопки на горі Куличівці проводила Західноволинська експедиція Інституту суспільних наук АН УРСР (нині Інститут українознавства імені І. Крип'якевича НАН України) під керівництвом В. П. Савича. Тут було знайдено у різних культурних шарах понад півмільйона крем'яних решток, кістки плейстоценових тварин, залишки вогнищ і жител, які дають уявлення про поселення бронзової доби, доби ранньої залізної доби та пізнього палеоліту.

## Опис
Кременецькі гори сформовані з осадових порід морського походження, значну частину яких складає кремінь. Звідси і назва міста — Кременець, або Крем'янець, як його називали раніше. Сировиною служив високоякісний крейдовий кремінь туронского ярусу. Кольоровість — темно-сірий до чорного (переважає), ясно-сірий і сірий стріччато-зональний (розповсюджений) і коричнево-шоколадний (рідкий). Основний тип вихідної сировини — жовна й конкреції із гладкою поверхнею. Виробний камінь удосталь є в неперевідкладених виходах і в переміщеному стані в безпосередній близькості від стоянки.
Пам'ятка має п'ять культурних шарів — три шари верхнього палеоліту й два шари залізної доби.
Геологічний вік всіх залишків верхнього палеоліту одностайно визначається фахівцями як паудорфський (дубновський).
Радіовуглецевим методом датується 29,000-8,000 рр. до н. е. (29,000 р. до н. е. для шару III і 23,000 років до н. е. для шару II (Савич 1987); немає вказівок на користь датування III-ого шару інтерстадіалом Хенгело (Kozlowski 1996)).
За кількістю знахідок вона займає перше місце не лише в Україні, але й у Східній Європі. Тут розкопано понад 500 тис. оброблених кременів. На глибині 2,5 м було виявлено залишки трьох наземних жител, п'яти вогнищ, а також місця, де обробляли камінь. Археологи знайшли велику кількість знарядь праці — скребла, різці, скобелі, проколки, стаместкоподібні та сокироподібні вироби. Із кісток тварин люди, які жили тут в давнину, робили руків'я до крем'яних знарядь, проколки, підвіски та орнаментовані предмети.
III-ій шар у різні роки доставляв, головним чином, залишки північного оленя, мамонта, коня.
Індустрія III-го шару Куличівки з розкопок 1979 р. може бути визначена як базована на пластинчастої пізньопалеолітичній технології, безсумнівно пізньопалеолітичною по типології знарядь, що мають виразні оріньякські риси, однак органічно включає не менш виразний леваллуазький компонент як у технології і у типології.
У цілому варто визнати високий рівень подібності індустрії III-го шару Куличівки й інвентарів Богунісьєна. Подібність простежується як на рівні технології, так і на рівні типології. Об'єднуючим моментом є наявність оріньякських рис у наборах знарядь, хоча воно значно слабкіше ніж у випадку богунісьєна. Примітно менша представленість у матеріалах пам'ятці середньопалеолітичних типів виробів, що, можливо, пояснюється більше пізнім віком Куличівки. Територіальна і хронологічна близькість Богунисьєна й куличівского Кременисьєна підсилює близькості цих індустрій.
Значна мистецька знахідка — орнаментований оленячий ріг (Савич 1975), знахідку, що послідовно вписується в оріньяцькую символіку.
Знахідки III-ого (нижнього) пізньопалеолітичного шару з розкопок В. П. Савича 1979 р. (площа 108 м²), у повному обсязі передані на зберігання в Тернопільський обласний краєзнавчий музей.

## Додаткова література
- Пясецький В. К. Палеоліт східної частини Волинської височини [Архівовано 26 лютого 2006 у Wayback Machine.] // Vita Antiqua, 2-1999. С. 8-17.
- Яцечко Т. В. Стоянка Куличівка як археологічне джерело вивчення заселеності території міста Кременця в палеолітичний період // Науковий вісник Волинського державного університету імені Лесі Українки, 2007.
- Ситник О., Коропецький Р. Палеолітична стоянка Куличівка: культурний шар IV // Матеріали і дослідження з археології Прикарпаття і Волині. Вип. 14. 2010. С. 16–75.
- Савич В. П. Пізньопалеолітичне населення Південно-Західної Волині. К., 1975.
- Савич В. П. Підсумки досліджень пізньопалеолітичних поселень Куличівки у м. Кременці // Матеріали і дослідження з археології Прикарпаття та Волині. Вип. 6. 1995. С. 22–31.